# Эрджигитов, Туйчи
Туйчи́ Эрджигито́в (тадж. Тӯйчӣ Эрҷигитов; узб. To`ychi Eryigitov, 10 ноября 1921 года — 5 октября 1943 года) — советский солдат, Герой Советского Союза (1944, посмертно), участник Великой Отечественной войны.

## Биография
Родился 10 ноября 1921 года в кишлаке Булок ТАССР. Согласно официальным документам — узбек. Получив начальное образование, работал чабаном и рабочим на строительстве Большого Ферганского канала.
Был призван в РККА в 12 декабря 1941 года. На фронт попал в июне 1942 года.
Во время боя 5 октября 1943 года в районе деревни Смердыня Тосненского района Ленинградской области автоматчик 1064-го стрелкового полка 281-й стрелковой дивизии 54-й армии Волховского фронта красноармеец Туйчи Эрджигитов, закрыв собой амбразуру дзота, позволил своей роте наступать. Воодушевленные его подвигом, сослуживцы, поднявшись в атаку, ворвались в траншею противника.
Был похоронен в братской могиле в городе Любань Ленинградской области.
Указом Президиума Верховного Совета СССР «О присвоении звания Героя Советского Союза офицерскому, сержантскому и рядовому составу Красной Армии» от 21 февраля 1944 года за «образцовое выполнение боевых заданий командования на фронте борьбы с немецкими захватчиками и проявленные при этом отвагу и геройство» удостоен посмертно звания Героя Советского Союза.

## Память
Именем Героя названы:
- улица в городе Любань;
- совхоз и школа в Аштском районе Согдийской области Таджикистана;
- школа № 165 в Ташкенте.

Установлен бюст в его родном кишлаке Булок.
Установлен бюст на месте захоронения в городе Любань.

## Награды
- Медаль «Золотая Звезда»;
- орден Ленина.